# Kero Kero Bonito
Kero Kero Bonito (w skrócie: KKB) – brytyjski zespół indie pop, założony w Londynie w 2013 roku.
Ich muzyczny styl składa się z gatunku indie pop, electropop, dance-rock, hyperpop i bubblegum pop. Wcześniej prace zespołu były pod wpływem gatunku J-popu podobnego do Kyary Pamyu Pamyu; jednak po ich EP-ce TOTEP, ich drugi album studyjny Time ‘n’ Place był pod dużym wpływem indie rocka.

## Dyskografia

### Albumy studyjne
- Bonito Generation (2016)
- Time ‘n’ Place (2018)

### Mixtape’y
- Intro Bonito (2013)

### Minialbumy
- Bonito Recycling (2014)
- Bonito Retakes (2017)
- TOTEP (2018)
- Civilisation I (2019)
- Civilisation II (2021)

## Skład zespołu
- Sarah Bonito – wokal, keyboardy
- Gus Lobban – produkcja, perkusja, keyboardy, wokal wspierający
- Jamie Bulled – produkcja, keyboardy, gitara basowa

## Nagrody i nominacje
| Rok  | Nagroda       | Kategoria          | Nominowane dzieło | Rezultat  | Ref.  |
| ---- | ------------- | ------------------ | ----------------- | --------- | ----- |
| 2019 | Libera Awards | Best Outlier Album | Time ‘n’ Place    | Nominacja | [ 9 ] |